# Aleksandr Dobroskok
Aleksandr Michajlovič Dobroskok (in russo Александр Михайлович Доброскок?; Buzuluk, 12 giugno 1982) è un tuffatore russo.

## Carriera
Alle Olimpiadi di Sydney 2000 ha vinto la medaglia d'argento nel sincro specialità trampolino 3 metri in coppia con il compagno di squadra Dmitrij Sautin.
Alle Olimpiadi di Pechino 2008 è stato eliminato in semifinale nel trampolino 3 metri chiudendo al diciassettesimo posto in classifica.

## Palmarès
- Giochi olimpici

Sydney 2000: argento nel sincro 3 m.
- Mondiali

Roma 1994: bronzo nel trampolino 1 m.
Fukuoka 2001: bronzo nel trampolino 1 m e nel sincro 3 m.
Barcellona 2003: oro nel trampolino 3 m e nel sincro 3 m.
- Europei

Helsinki 2000: argento nel sincro 3 m e bronzo nel trampolino 3 m.
Budapest 2006: argento nel trampolino 1 m e 3 m.
Torino 2009: oro nel trampolino 3 m.